# 胡沾恩
胡沾恩（？—？），號滏阳，直隶广平府永年縣馬道固人。明朝官员。

## 生平
万历四十年（1612年）壬子科顺天乡试举人，四十一年（1613年）联捷癸丑科進士，任河内知縣，四十三年本省同考，四十四年調祥符，才情敏練，剖決如流。四十八年陞刑部主事，天啓三年調兵部武库司主事，七年升职方司员外郎，督捕盗贼。崇祯元年（1628年）升兵部武选司郎中，本年五月出為河南潁州兵備道副使，二年题加参议，破張山賊，三年以邊才轉山西寧武兵备副使，五年升雁平道參政，六年晉右僉都御史、巡撫大同，屡立戰功，崇祯七年（1634年）以屬堡失守坐遣戍。

## 家族
曾祖胡锭，祖胡涌，父胡柯。